# Joseph de Maistre
Joseph de Maistre, comte de Maistre (Chambéry, 1 d'abril de 1753 - Torí, 26 de febrer de 1821), teòric polític i filòsof de Savoia, súbdit del Regne de Sardenya-Piemont, germà gran de l'escriptor i militar Xavier de Maistre (1763-1852).
És considerat el màxim representant del pensament conservador oposat a les idees de la Il·lustració i la Revolució Francesa. Va escriure les seves obres en francès.
Profundament influït pel pensament de Jakob Böhme, Louis-Claude de Saint-Martin i Emanuel Swedenborg, Joseph de Maistre es va alçar contra la «teofòbia del pensament modern», que s'havia desproveït de tota referència a la providència divina com a element explicatiu dels fenòmens de la naturalesa i la societat. Va posar Déu al centre de totes les seves doctrines, afirmant que Déu es manifesta de forma misteriosa, especialment a través dels miracles, als quals l'home ha de respondre amb l'oració. La filosofia política de Joseph de Maistre, dotada d'un absolut pessimisme, parteix del principi que la injustícia no pot ser vençuda, com ho prova la mort de Jesucrist, el just per excel·lència. La seva principal obra política, Considérations sur la France (1797), presenta la Revolució Francesa (subjecte central de les seves reflexions) com un esdeveniment satànic i «radicalment dolent», tant per les seves causes com pels seus efectes.